# India op de Olympische Zomerspelen 2024
India nam deel aan de Olympische Zomerspelen 2024 in Parijs. Gagan Narang werd aangeduid als de chef de mission.

## Medailleoverzicht
| Medaille | Naam | Sport       | Onderdeel                | Datum           |
| -------- | --- | ----------- | ------------------------ | --------------- |
| Zilver   | Neeraj Chopra | Atletiek    | Speerwerpen (m)          | 8 augustus 2024 |
|          | |             |                          |                 |
| Brons    | Manu Bhaker | Schietsport | 10 m luchtpistool (v)    | 28 juli 2024    |
| Brons    | Manu Bhaker Sarabjot Singh | Schietsport | 10 m luchtgeweer (x)     | 30 juli 2024    |
| Brons    | Swapnil Kusale | Schietsport | 50 m kkg 3-houdingen (m) | 1 augustus 2024 |
| Brons    | Hockeyploeg Jarmanpreet Singh Abhishek Manpreet Singh Hardik Singh Gurjant Singh Sanjay Mandeep Singh Harmanpreet Singh Lalit Upadhyay P. R. Sreejesh Sumit Walmiki Shamsher Singh Raj Kumar Pal Amit Rohidas Vivek Prasad Sukhjeet Singh | Hockey      | Hockey (m)               | 8 augustus 2024 |
| Brons    | Aman Sehrawat | Worstelen   | Bantam -57 kg (m)        | 9 augustus 2024 |

## Aantal Deelnemers
Hieronder volgt een overzicht van de atleten die zich kwalificeerden voor de Olympische Zomerspelen van 2024.
| Sport         | Mannen | Vrouwen | Totaal |
| ------------- | ------ | ------- | ------ |
| Atletiek      | 17     | 10      | 27     |
| Badminton     | 4      | 3       | 7      |
| Boksen        | 2      | 4       | 6      |
| Boogschieten  | 3      | 3       | 6      |
| Gewichtheffen | 0      | 1       | 1      |
| Golf          | 2      | 2       | 4      |
| Hockey        | 16     | 0       | 16     |
| Judo          | 0      | 1       | 1      |
| Paardensport  | 1      | 0       | 1      |
| Roeien        | 1      | 0       | 1      |
| Schietsport   | 10     | 11      | 21     |
| Tafeltennis   | 3      | 3       | 6      |
| Tennis        | 3      | 0       | 3      |
| Worstelen     | 1      | 5       | 6      |
| Zeilen        | 1      | 1       | 2      |
| Zwemmen       | 1      | 1       | 2      |
| Totaal        | 65     | 45      | 110    |

## Deelnemers en resultaten

### Atletiek

#### Loopnummers
Mannen
| atleet                                                | onderdeel           | series     | series | herkansingen | herkansingen | halve finale | halve finale | finale         | finale         |
| atleet                                                | onderdeel           | tijd       | rang   | tijd         | rang         | tijd         | rang         | tijd           | rang           |
| ----------------------------------------------------- | ------------------- | ---------- | ------ | ------------ | ------------ | ------------ | ------------ | -------------- | -------------- |
| Avinash Sable                                         | 3000 m steeplechase | 8.15,43    | 5 Q    | n.v.t.       | n.v.t.       | n.v.t.       | n.v.t.       | 8.14,18        | 11             |
| Akshdeep Singh                                        | 20km snelwandelen   | n.v.t.     | n.v.t. | n.v.t.       | n.v.t.       | n.v.t.       | n.v.t.       | DNF            | DNF            |
| Vikash Singh                                          | 20km snelwandelen   | n.v.t.     | n.v.t. | n.v.t.       | n.v.t.       | n.v.t.       | n.v.t.       | 1.22.36        | 30             |
| Paramjeet Singh Bisht                                 | 20km snelwandelen   | n.v.t.     | n.v.t. | n.v.t.       | n.v.t.       | n.v.t.       | n.v.t.       | 1.23.46        | 37             |
| Amoj Jacob Muhammad Ajmal Muhammed Anas Rajesh Ramesh | 4x400m              | 3.00,58 SB | 4      | n.v.t.       | n.v.t.       | n.v.t.       | n.v.t.       | niet geplaatst | niet geplaatst |

Vrouwen
| atlete                                                           | onderdeel           | series      | series | herkansingen | herkansingen | halve finale   | halve finale   | finale         | finale         |
| atlete                                                           | onderdeel           | tijd        | rang   | tijd         | rang         | tijd           | rang           | tijd           | rang           |
| ---------------------------------------------------------------- | ------------------- | ----------- | ------ | ------------ | ------------ | -------------- | -------------- | -------------- | -------------- |
| Kiran Pahal                                                      | 400 m               | 52,51       | 7      | 52,59        | 6            | niet geplaatst | niet geplaatst | niet geplaatst | niet geplaatst |
| Jyothi Yarraji                                                   | 100 m horden        | 13,16       | 7      | 13,17        | 4            | niet geplaatst | niet geplaatst | niet geplaatst | niet geplaatst |
| Parul Chaudhary                                                  | 3000 m steeplechase | 9.23,39 SB  | 8      | n.v.t.       | n.v.t.       | n.v.t.         | n.v.t.         | niet geplaatst | niet geplaatst |
| Parul Chaudhary                                                  | 5000 m              | 15.10,68 SB | 8      | n.v.t.       | n.v.t.       | n.v.t.         | n.v.t.         | niet geplaatst | niet geplaatst |
| Ankita Dhyani                                                    | 5000 m              | 16.19,38    | 20     | n.v.t.       | n.v.t.       | n.v.t.         | n.v.t.         | niet geplaatst | niet geplaatst |
| Priyanka Goswami                                                 | 20km snelwandelen   | n.v.t.      | n.v.t. | n.v.t.       | n.v.t.       | n.v.t.         | n.v.t.         | 1.39.55        | 41             |
| Jyothika Sri Dandi M. R. Poovamma Subha Venkatesan Vithya Ramraj | 4x400m              | 3.32,51     | 8      | n.v.t.       | n.v.t.       | n.v.t.         | n.v.t.         | niet geplaatst | niet geplaatst |

Gemengd
| atlete                          | onderdeel             | finale | finale |
| atlete                          | onderdeel             | tijd   | rang   |
| ------------------------------- | --------------------- | ------ | ------ |
| Priyanka Goswami Akshdeep Singh | marathon snelwandelen | DNF    | DNF    |

#### Technische nummers
Mannen
| atleet                 | onderdeel        | kwalificaties | kwalificaties | finale         | finale         |
| atleet                 | onderdeel        | afstand       | rang          | afstand        | rang           |
| ---------------------- | ---------------- | ------------- | ------------- | -------------- | -------------- |
| Abdulla Aboobacker     | hinkstapspringen | 16,49         | 21            | niet geplaatst | niet geplaatst |
| Praveen Chithravel     | hinkstapspringen | 16,25         | 26            | niet geplaatst | niet geplaatst |
| Tajinderpal Singh Toor | hoogspringen     | 18,05         | 29            | niet geplaatst | niet geplaatst |
| Jeswin Aldrin          | kogelstoten      | 7,61          | 26            | niet geplaatst | niet geplaatst |
| Neeraj Chopra          | speerwerpen      | 89,34 SB      | 1 Q           | 89,45 SB       | Zilver         |
| Kishore Jena           | speerwerpen      | 80,73         | 18            | niet geplaatst | niet geplaatst |
| Jeswin Aldrin          | verspringen      | 7,61          | 26            | niet geplaatst | niet geplaatst |

Vrouwen
| atleet    | onderdeel   | kwalificaties | kwalificaties | finale         | finale         |
| atleet    | onderdeel   | afstand       | rang          | afstand        | rang           |
| --------- | ----------- | ------------- | ------------- | -------------- | -------------- |
| Annu Rani | speerwerpen | 55,81         | 29            | niet geplaatst | niet geplaatst |

### Badminton
Mannen
| atleet                                | onderdeel  | groepsfase                    | groepsfase               | groepsfase                       | groepsfase | eliminatie           | kwartfinale                      | halve finale           | finale / BM                   | finale / BM    |
| atleet                                | onderdeel  | tegenstander uitslag          | tegenstander uitslag     | tegenstander uitslag             | rang       | tegenstander uitslag | tegenstander uitslag             | tegenstander uitslag   | tegenstander uitslag          | rang           |
| ------------------------------------- | ---------- | ----------------------------- | ------------------------ | -------------------------------- | ---------- | -------------------- | -------------------------------- | ---------------------- | ----------------------------- | -------------- |
| Prannoy H. S.                         | enkelspel  | Roth W 21-18, 21-12           | Lê W 16-21, 21-11, 21-12 | n.v.t.                           | 1 Q        | Sen V 12-21, 6-21    | niet geplaatst                   | niet geplaatst         | niet geplaatst                | niet geplaatst |
| Lakshya Sen                           | enkelspel  | Cordón W 21-8, 22-20          | Carragi W 21-19, 21-14   | Christie W 21-18, 21-12          | 1 Q        | Pannoy W 21-12, 21-6 | Chou T-c W 19-21, 21-15, 21-12   | Axelsen V 20-22, 14-21 | Lee Z J V 21-13, 16-21, 11-21 | 4              |
| Chirag Shetty Satwiksairaj Rankireddy | dubbelspel | Corvée - Labar W 21-17, 21-14 | Lamsfuß - Seidel W TT    | Alfian - Ardianto W 21-13, 21-13 | 1 Q        | n.v.t.               | Chia - Yik V 21-13, 14-21, 16-21 | niet geplaatst         | niet geplaatst                | niet geplaatst |

Vrouwen
| atleet                          | onderdeel  | groepsfase                        | groepsfase                       | groepsfase                 | groepsfase | eliminatie             | kwartfinale          | halve finale         | finale / BM          | finale / BM    |
| atleet                          | onderdeel  | tegenstander uitslag              | tegenstander uitslag             | tegenstander uitslag       | rang       | tegenstander uitslag   | tegenstander uitslag | tegenstander uitslag | tegenstander uitslag | rang           |
| ------------------------------- | ---------- | --------------------------------- | -------------------------------- | -------------------------- | ---------- | ---------------------- | -------------------- | -------------------- | -------------------- | -------------- |
| P. V. Sindhu                    | enkelspel  | Razzaq W 21-9, 21-6               | Kuuba W 21-5, 21-10              | n.v.t.                     | 1 Q        | Binjiao V 19-21, 14-21 | niet geplaatst       | niet geplaatst       | niet geplaatst       | niet geplaatst |
| Ashwini Ponnappa Tanisha Crasto | dubbelspel | Kim S-y - Kong H-y V 18-21, 10-21 | Matsuyama - Shida V 11-21, 12-21 | Mapasa - Yu V 15-21, 10-21 | 4          | n.v.t.                 | niet geplaatst       | niet geplaatst       | niet geplaatst       | niet geplaatst |

### Boksen
Parveen Hooda plaatste zich ook voor de Olympische Spelen door de halve finale van de Aziatische Spelen te behalen in 2022. Later schorste het WADA haar voor 18 maanden. Als gevolg hiervan zou ze niet kunnen meedoen aan de Spelen.
Mannen
| atleet       | onderdeel            | eerste ronde         | tweede ronde         | kwartfinale          | halve finale         | finale               | rang           |
| atleet       | onderdeel            | tegenstander uitslag | tegenstander uitslag | tegenstander uitslag | tegenstander uitslag | tegenstander uitslag | rang           |
| ------------ | -------------------- | -------------------- | -------------------- | -------------------- | -------------------- | -------------------- | -------------- |
| Amit Panghal | vlieggewicht         | bye                  | Chinyemba V 1 - 4    | niet geplaatst       | niet geplaatst       | niet geplaatst       | niet geplaatst |
| Nishant Dev  | lichte weltergewicht | bye                  | Tenorio W 3 - 2      | Verde V 1 - 4        | niet geplaatst       | niet geplaatst       | niet geplaatst |

Vrouwen
| atleet            | onderdeel     | eerste ronde         | tweede ronde         | kwartfinale          | halve finale         | finale               | rang           |
| atleet            | onderdeel     | tegenstander uitslag | tegenstander uitslag | tegenstander uitslag | tegenstander uitslag | tegenstander uitslag | rang           |
| ----------------- | ------------- | -------------------- | -------------------- | -------------------- | -------------------- | -------------------- | -------------- |
| Nikhat Zareen     | vlieggewicht  | Klötzer W 5 - 0      | Wu Y V 0 - 5         | niet geplaatst       | niet geplaatst       | niet geplaatst       | niet geplaatst |
| Preeti Pawar      | bantamgewicht | Võ W 5 - 0           | Arias V 2 - 3        | niet geplaatst       | niet geplaatst       | niet geplaatst       | niet geplaatst |
| Jaismine Lamboria | vedergewicht  | Petecio V 0 - 5      | niet geplaatst       | niet geplaatst       | niet geplaatst       | niet geplaatst       | niet geplaatst |
| Lovlina Borgohain | vlieggewicht  | n.v.t.               | Hofstad W 5 - 0      | Li Q V 1 - 4         | niet geplaatst       | niet geplaatst       | niet geplaatst |

### Boogschieten
Mannen
| atleet                                                 | onderdeel   | plaatsingsronde | plaatsingsronde | eerste ronde         | tweede ronde         | derde ronde          | kwartfinale          | halve finale         | finale / BM          | finale / BM    |
| atleet                                                 | onderdeel   | score           | rang            | tegenstander uitslag | tegenstander uitslag | tegenstander uitslag | tegenstander uitslag | tegenstander uitslag | tegenstander uitslag | rang           |
| ------------------------------------------------------ | ----------- | --------------- | --------------- | -------------------- | -------------------- | -------------------- | -------------------- | -------------------- | -------------------- | -------------- |
| Dhiraj Bommadevara                                     | individueel | 681             | 4               | Li W 7 - 1           | Peters V 5 - 6       | niet geplaatst       | niet geplaatst       | niet geplaatst       | niet geplaatst       | niet geplaatst |
| Tarundeep Rai                                          | individueel | 674             | 14              | Hall V 4 - 6         | niet geplaatst       | niet geplaatst       | niet geplaatst       | niet geplaatst       | niet geplaatst       | niet geplaatst |
| Pravin Ramesh Jadhav                                   | individueel | 658             | 39              | Kao V 0 - 6          | niet geplaatst       | niet geplaatst       | niet geplaatst       | niet geplaatst       | niet geplaatst       | niet geplaatst |
| Dhiraj Bommadevara Tarundeep Rai Pravin Ramesh Jadhavn | team        | 2013            | 3               | n.v.t.               | n.v.t.               | bye                  | Turkije V 2 - 6      | niet geplaatst       | niet geplaatst       | niet geplaatst |

Vrouwen
| atleet                                   | onderdeel   | plaatsingsronde | plaatsingsronde | eerste ronde         | tweede ronde         | derde ronde          | kwartfinale          | halve finale         | finale / BM          | finale / BM    |
| atleet                                   | onderdeel   | score           | rang            | tegenstander uitslag | tegenstander uitslag | tegenstander uitslag | tegenstander uitslag | tegenstander uitslag | tegenstander uitslag | rang           |
| ---------------------------------------- | ----------- | --------------- | --------------- | -------------------- | -------------------- | -------------------- | -------------------- | -------------------- | -------------------- | -------------- |
| Ankita Bhakat                            | individueel | 666             | 11              | Myszor V 4 - 6       | niet geplaatst       | niet geplaatst       | niet geplaatst       | niet geplaatst       | niet geplaatst       | niet geplaatst |
| Bhajan Kaur                              | individueel | 659             | 22              | Kamal W 7 - 3        | Myszor W 6 - 0       | Choirunisa V 5 - 6   | niet geplaatst       | niet geplaatst       | niet geplaatst       | niet geplaatst |
| Deepika Kumari                           | individueel | 658             | 23              | Pärnat W 6 - 5       | Roeffen W 6 - 2      | Kroppen W 6 - 4      | Nam S-h V 4 - 6      | niet geplaatst       | niet geplaatst       | niet geplaatst |
| Ankita Bhakat Bhajan Kaur Deepika Kumari | team        | 1983            | 4               | n.v.t.               | n.v.t.               | bye                  | Nederland V 0 - 6    | niet geplaatst       | niet geplaatst       | niet geplaatst |

Gemengd
| atleet                           | onderdeel | plaatsingsronde | plaatsingsronde | eerste ronde         | kwartfinale          | halve finale         | finale / BM              | finale / BM |
| atleet                           | onderdeel | score           | rang            | tegenstander uitslag | tegenstander uitslag | tegenstander uitslag | tegenstander uitslag     | rang        |
| -------------------------------- | --------- | --------------- | --------------- | -------------------- | -------------------- | -------------------- | ------------------------ | ----------- |
| Dhiraj Bommadevara Ankita Bhakat | team      | 1347            | 5               | Indonesië W 5 - 1    | Spanje W 5 - 3       | Zuid-Korea V 2 - 6   | Verenigde Staten V 2 - 6 | 4           |

### Gewichtheffen
Vrouwen
| atlete                | onderdeel | trekken | trekken | stoten | stoten | totaal | rang |
| atlete                | onderdeel | score   | rang    | score  | rang   | totaal | rang |
| --------------------- | --------- | ------- | ------- | ------ | ------ | ------ | ---- |
| Saikhom Mirabai Chanu | -49 kg    | 88      | 3       | 111    | 4      | 199    | 4    |

### Golf
| atleet            | onderdeel | eerste ronde | tweede ronde | derde ronde | vierde ronde | totaal | totaal | totaal |
| atleet            | onderdeel | score        | score        | score       | score        | score  | par    | rang   |
| ----------------- | --------- | ------------ | ------------ | ----------- | ------------ | ------ | ------ | ------ |
| Gaganjeet Bhullar | mannen    | 75           | 69           | 71          | 70           | 285    | +1     | T45    |
| Shubhankar Sharma | mannen    | 70           | 69           | 72          | 72           | 283    | -1     | T40    |
| Aditi Ashok       | vrouwen   | 72           | 71           | 79          | 68           | 290    | +2     | T29    |
| Diksha Dagar      | vrouwen   | 71           | 72           | 80          | 78           | 301    | +13    | T49    |

### Hockey

#### Mannen
| Hockeyer(s) | Onderdeel | Plaats |
| --- | --------- | ------ |
| Indisch mannen hockeyploeg Abhishek Raj Kumar Pal Vivek Prasad Amit Rohidas Sanjay Gurjant Singh Hardik Singh Harmanpreet Singh Jarmanpreet Singh Mandeep Singh Manpreet Singh Shamsher Singh Sukhjeet Singh P. R. Sreejesh Lalit Upadhyay Sumit Walmiki | Mannen    | Brons  |

| Pos | Team          | Wed | W | G | V | Ptn | DV | DT | +/− | Kwalificatie |
| --- | ------------- | --- | - | - | - | --- | -- | -- | --- | ------------ |
| 1   | België        | 5   | 4 | 1 | 0 | 13  | 15 | 7  | +8  | Kwartfinales |
| 2   | India         | 5   | 3 | 1 | 1 | 10  | 10 | 7  | +3  | Kwartfinales |
| 3   | Australië     | 5   | 3 | 0 | 2 | 9   | 12 | 10 | +2  | Kwartfinales |
| 4   | Argentinië    | 5   | 2 | 2 | 1 | 8   | 8  | 6  | +2  | Kwartfinales |
| 5   | Ierland       | 5   | 1 | 0 | 4 | 3   | 4  | 9  | −5  |              |
| 6   | Nieuw-Zeeland | 5   | 0 | 0 | 5 | 0   | 4  | 14 | −10 |              |

| Groepsfase      |                 |           |           |                      |                  |  |  |
| 27 juli 2024    | 17:30           | India     | 3 - 2     | Nieuw-Zeeland        |                  |  |  |
| 29 juli 2024    | 12/45           | India     | 1 - 1     | Argentinië           |                  |  |  |
| 30 juli 2024    | 13:15           | Ierland   | 0 - 2     | India                |                  |  |  |
| 1 augustus 2024 | 10:00           | India     | 1 - 2     | België               |                  |  |  |
| 2 augustus 2024 | 13:15           | Australië | 2 - 3     | India                |                  |  |  |
|                 |                 |           |           |                      |                  |  |  |
| Kwartfinale     | 4 augustus 2024 | 10:00     | India     | 1 - 1 Shoot-outs 4-2 | Groot-Brittannië |  |  |
|                 |                 |           |           |                      |                  |  |  |
| Halve finale    | 6 augustus 2024 | 19:00     | Duitsland | 3 - 2                | India            |  |  |
|                 |                 |           |           |                      |                  |  |  |
| Finale          | 8 augustus 2024 | 14:00     | India     | 2 - 1                | Spanje           |  |  |

### Judo
Vrouwen
| atlete      | onderdeel | eerste ronde         | tweede ronde         | derde ronde          | kwartfinale          | halve finale         | herkansing           | finale / BM          | finale / BM    |
| atlete      | onderdeel | tegenstander uitslag | tegenstander uitslag | tegenstander uitslag | tegenstander uitslag | tegenstander uitslag | tegenstander uitslag | tegenstander uitslag | rang           |
| ----------- | --------- | -------------------- | -------------------- | -------------------- | -------------------- | -------------------- | -------------------- | -------------------- | -------------- |
| Tulika Maan | +78 kg    | n.v.t.               | Ortiz V 0 - 10       | niet geplaatst       | niet geplaatst       | niet geplaatst       | niet geplaatst       | niet geplaatst       | niet geplaatst |

### Paardensport

#### Dressuur
| ruiter          | paard           | onderdeel   | Grand Prix | Grand Prix | Grand Prix Special | Grand Prix Special | Grand Prix Freestyle | Grand Prix Freestyle | totaal         | totaal         |
| ruiter          | paard           | onderdeel   | score      | rang       | score              | rang               | technisch            | artistiek            | uitslag        | rang           |
| --------------- | --------------- | ----------- | ---------- | ---------- | ------------------ | ------------------ | -------------------- | -------------------- | -------------- | -------------- |
| Anush Agarwalla | Sir Camello old | individueel | 66,444     | 52         |                    |                    | niet geplaatst       | niet geplaatst       | niet geplaatst | niet geplaatst |

### Roeien
Mannen
| atleet        | onderdeel | series  | series | herkansingen | herkansingen | kwartfinale | kwartfinale | halve finale | halve finale | finale  | finale |
| atleet        | onderdeel | tijd    | rang   | tijd         | rang         | tijd        | rang        | tijd         | rang         | tijd    | rang   |
| ------------- | --------- | ------- | ------ | ------------ | ------------ | ----------- | ----------- | ------------ | ------------ | ------- | ------ |
| Balraj Panwar | skiff     | 7.07,11 | 4 H    | 7.12,41      | 2 KF         | 7.05,10     | 5 HC/D      | 7.04,97      | 6 FD         | 7.02,37 | 23     |

Legenda: FA=finale A (medailles); FB=finale B (geen medailles); FC=finale C (geen medailles); FD=finale D (geen medailles); FE=finale E (geen medailles); FF=finale F (geen medailles); HA/B=halve finale A/B; HC/D=halve finale C/D; HE/F=halve finale E/F; KF=kwartfinale; H=herkansing

### Schietsport
Mannen
| atleet                      | onderdeel               | kwalificaties | kwalificaties | finale         | finale         |
| atleet                      | onderdeel               | punten        | rang          | punten         | rang           |
| --------------------------- | ----------------------- | ------------- | ------------- | -------------- | -------------- |
| Arjun Babuta                | 10 m luchtgeweer        | 630,1         | 7 Q           | 208,4          | 4              |
| Sandeep Singh               | 10 m luchtgeweer        | 629,3         | 12            | niet geplaatst | niet geplaatst |
| Sarabjot Singh              | 10 m luchtpistool       | 577           | 9             | niet geplaatst | niet geplaatst |
| Arjun Singh Cheema          | 10 m luchtpistool       | 574           | 18            | niet geplaatst | niet geplaatst |
| Anish Bhanwala              | 25 m snelvuurpistool    | 582           | 13            | niet geplaatst | niet geplaatst |
| Vijayveer Sidhu             | 25 m snelvuurpistool    | 583           | 9             | niet geplaatst | niet geplaatst |
| Swapnil Kusale              | 50 m geweer 3 houdingen | 590           | 7 Q           | 451,4          | Brons          |
| Aishwary Pratap Singh Tomar | 50 m geweer 3 houdingen | 589           | 11            | niet geplaatst | niet geplaatst |
| Anantjeet Singh Naruka      | skeet                   | 116           | 24            | niet geplaatst | niet geplaatst |
| Prithviraj Tondaiman        | trap                    | 118           | 21            | niet geplaatst | niet geplaatst |

Vrouwen
| atlete             | onderdeel               | kwalificaties | kwalificaties | finale         | finale         |
| atlete             | onderdeel               | punten        | rang          | punten         | rang           |
| ------------------ | ----------------------- | ------------- | ------------- | -------------- | -------------- |
| Elavenil Valarivan | 10 m luchtgeweer        | 630,7         | 10            | niet geplaatst | niet geplaatst |
| Ramita Jindal      | 10 m luchtgeweer        | 631,5         | 5 Q           | 145,3          | 7              |
| Rhythm Sangwan     | 10 m luchtpistool       | 573           | 15            | niet geplaatst | niet geplaatst |
| Manu Bhaker        | 10 m luchtpistool       | 580           | 3 Q           | 221,7          | Brons          |
| Manu Bhaker        | 25 m pistool            | 590           | 2 Q           | 28             | 4              |
| Esha Singh         | 25 m pistool            | 581           | 18            | niet geplaatst | niet geplaatst |
| Sift Kaur Samra    | 50 m geweer 3 houdingen | 575           | 31            | niet geplaatst | niet geplaatst |
| Anjum Moudgil      | 50 m geweer 3 houdingen | 584           | 18            | niet geplaatst | niet geplaatst |
| Maheshwari Chauhan | skeet                   | 118           | 14            | niet geplaatst | niet geplaatst |
| Raiza Dhillon      | skeet                   | 113           | 23            | niet geplaatst | niet geplaatst |
| Rajeshwari Kumari  | trap                    | 113           | 22            | niet geplaatst | niet geplaatst |
| Shreyasi Singh     | trap                    | 113           | 23            | niet geplaatst | niet geplaatst |

Gemengd
| atleten                                   | onderdeel              | kwalificaties | kwalificaties | finale                     | finale         |
| atleten                                   | onderdeel              | punten        | rang          | tegenstander resultaat     | rang           |
| ----------------------------------------- | ---------------------- | ------------- | ------------- | -------------------------- | -------------- |
| Sarabjot Singh Manu Bhaker                | 10 m luchtgeweer team  | 580           | 3 FB          | Oh Y-j - Lee W-h W 16 - 10 | Brons          |
| Arjun Singh Cheema Rhythm Sangwan         | 10 m luchtgeweer team  | 576           | 10            | niet geplaatst             | niet geplaatst |
| Sandeep Singh Elavenil Valarivan          | 10 m luchtpistool team | 626,3         | 12            | niet geplaatst             | niet geplaatst |
| Arjun Babuta Ramita Jindal                | 10 m luchtpistool team | 628,7         | 6             | niet geplaatst             | niet geplaatst |
| Anantjeet Singh Naruka Maheshwari Chauhan | skeet team             | 146           | 4 FB          | Jiang Y - Lyu J V 43 - 44  | 4              |

### Tafeltennis
Mannen
| atleet                                    | onderdeel | voorronde            | eerste ronde         | tweede ronde         | derde ronde          | kwartfinale          | halve finale         | finale / BM          | finale / BM    |
| atleet                                    | onderdeel | tegenstander uitslag | tegenstander uitslag | tegenstander uitslag | tegenstander uitslag | tegenstander uitslag | tegenstander uitslag | tegenstander uitslag | rang           |
| ----------------------------------------- | --------- | -------------------- | -------------------- | -------------------- | -------------------- | -------------------- | -------------------- | -------------------- | -------------- |
| Harmeet Desai                             | enkelspel | Yaman W 4 - 0        | F Lebrun V 0 - 4     | niet geplaatst       | niet geplaatst       | niet geplaatst       | niet geplaatst       | niet geplaatst       | niet geplaatst |
| Sharath Kamal                             | enkelspel | bye                  | Kozul V 2 - 4        | niet geplaatst       | niet geplaatst       | niet geplaatst       | niet geplaatst       | niet geplaatst       | niet geplaatst |
| Harmeet Desai Sharath Kamal Manav Thakkar | team      | n.v.t.               | n.v.t.               | n.v.t.               | China V 0 - 3        | niet geplaatst       | niet geplaatst       | niet geplaatst       | niet geplaatst |

Vrouwen
| atleet                                   | onderdeel | voorronde            | eerste ronde         | tweede ronde         | derde ronde          | kwartfinale          | halve finale         | finale / BM          | finale / BM    |
| atleet                                   | onderdeel | tegenstander uitslag | tegenstander uitslag | tegenstander uitslag | tegenstander uitslag | tegenstander uitslag | tegenstander uitslag | tegenstander uitslag | rang           |
| ---------------------------------------- | --------- | -------------------- | -------------------- | -------------------- | -------------------- | -------------------- | -------------------- | -------------------- | -------------- |
| Sreeja Akula                             | enkelspel | bye                  | Källberg W 4 - 0     | Zeng J W 4 - 2       | Sun Y V 0 - 4        | niet geplaatst       | niet geplaatst       | niet geplaatst       | niet geplaatst |
| Manika Batra                             | enkelspel | bye                  | Hursey W 4 - 1       | Pavade W 4 - 0       | Hirano V 1 - 4       | niet geplaatst       | niet geplaatst       | niet geplaatst       | niet geplaatst |
| Sreeja Akula Manika Batra Archana Kamath | team      | n.v.t.               | n.v.t.               | n.v.t.               | Roemenië W 3 - 2     | Duitsland V 1 - 3    | niet geplaatst       | niet geplaatst       | niet geplaatst |

### Tennis
Mannen
| atleet                      | onderdeel  | eerste ronde           | tweede ronde                       | derde ronde          | kwartfinale          | halve finale         | finale / BM          | finale / BM    |
| atleet                      | onderdeel  | tegenstander uitslag   | tegenstander uitslag               | tegenstander uitslag | tegenstander uitslag | tegenstander uitslag | tegenstander uitslag | rang           |
| --------------------------- | ---------- | ---------------------- | ---------------------------------- | -------------------- | -------------------- | -------------------- | -------------------- | -------------- |
| Sumit Nagal                 | enkelspel  | Moutet V 2-6, 6-2, 5-7 | niet geplaatst                     | niet geplaatst       | niet geplaatst       | niet geplaatst       | niet geplaatst       | niet geplaatst |
| Sriram Balaji Rohan Bopanna | dubbelspel | n.v.t.                 | Reboul - Roger-Vasselin V 5-7, 2-6 | niet geplaatst       | niet geplaatst       | niet geplaatst       | niet geplaatst       | niet geplaatst |

### Worstelen

#### Vrije stijl
Mannen
| atleet        | onderdeel | eerste ronde         | kwartfinale          | halve finale         | herkansing           | finale / BM          | finale / BM |
| atleet        | onderdeel | tegenstander uitslag | tegenstander uitslag | tegenstander uitslag | tegenstander uitslag | tegenstander uitslag | rang        |
| ------------- | --------- | -------------------- | -------------------- | -------------------- | -------------------- | -------------------- | ----------- |
| Aman Sehrawat | −57 kg    | Egorov W 10 - 0VSU   | Abakarov W 12 - 0VSU | Higuchi V 0 - 10VSU  | bye                  | Cruz W 13 - 5VPO1    | Brons       |

Vrouwen
| atlete        | onderdeel | eerste ronde         | kwartfinale          | halve finale         | herkansing           | finale / BM          | finale / BM    |
| atlete        | onderdeel | tegenstander uitslag | tegenstander uitslag | tegenstander uitslag | tegenstander uitslag | tegenstander uitslag | rang           |
| ------------- | --------- | -------------------- | -------------------- | -------------------- | -------------------- | -------------------- | -------------- |
| Vinesh Phogat | −50 kg    | Susaki W 3 - 2VPO1   | Livach W 7 - 5VPO1   | Guzmán W 5 - 0       | bye                  | DSQ                  | DSQ            |
| Antim Panghal | −53 kg    | Yetgil V 0 - 10VSU   | niet geplaatst       | niet geplaatst       | niet geplaatst       | niet geplaatst       | niet geplaatst |
| Anshu Malik   | −57 kg    | Maroulis V 2 - 7VPO1 | niet geplaatst       | niet geplaatst       | niet geplaatst       | niet geplaatst       | niet geplaatst |
| Nisha Dahiya  | −68 kg    | Rizhko W 6 - 4VPO1   | Pak S-g V 8 - 10VPO1 | niet geplaatst       | niet geplaatst       | niet geplaatst       | niet geplaatst |
| Reetika Hooda | −76 kg    | Nagy W 12 - 2VSU1    | Kyzy V 8 - 10VPO1    | niet geplaatst       | niet geplaatst       | niet geplaatst       | niet geplaatst |

### Zeilen
Mannen
| atleet           | onderdeel | race | race | race | race | race | race | race | race | race        | race        | race   | race   | race           | netto punten | eindnotering |
| atleet           | onderdeel | 1    | 2    | 3    | 4    | 5    | 6    | 7    | 8    | 9           | 10          | 11     | 12     | M              | netto punten | eindnotering |
| ---------------- | --------- | ---- | ---- | ---- | ---- | ---- | ---- | ---- | ---- | ----------- | ----------- | ------ | ------ | -------------- | ------------ | ------------ |
| Vishnu Saravanan | ILCA 7    | 10   | 34   | 20   | 19   | 21   | 13   | 7    | 24   | geannuleerd | geannuleerd | n.v.t. | n.v.t. | niet geplaatst | 114          | 18           |

Vrouwen
| atlete         | onderdeel | race | race | race | race | race | race | race | race | race | race        | race   | race   | race           | netto punten | eindnotering |
| atlete         | onderdeel | 1    | 2    | 3    | 4    | 5    | 6    | 7    | 8    | 9    | 10          | 11     | 12     | M              | netto punten | eindnotering |
| -------------- | --------- | ---- | ---- | ---- | ---- | ---- | ---- | ---- | ---- | ---- | ----------- | ------ | ------ | -------------- | ------------ | ------------ |
| Nethra Kumanan | ILCA 6    | 6    | 15   | 27   | 28   | 28   | 20   | 21   | 31   | 10   | geannuleerd | n.v.t. | n.v.t. | niet geplaatst | 155          | 21           |

### Zwemmen
Mannen
| atleet          | onderdeel     | series | series | halve finale   | halve finale   | finale         | finale         |
| atleet          | onderdeel     | tijd   | rang   | tijd           | rang           | tijd           | rang           |
| --------------- | ------------- | ------ | ------ | -------------- | -------------- | -------------- | -------------- |
| Srihari Nataraj | 100 m rugslag | 55,01  | 33     | niet geplaatst | niet geplaatst | niet geplaatst | niet geplaatst |

Vrouwen
| atlete            | onderdeel        | series  | series | halve finale   | halve finale   | finale         | finale         |
| atlete            | onderdeel        | tijd    | rang   | tijd           | rang           | tijd           | rang           |
| ----------------- | ---------------- | ------- | ------ | -------------- | -------------- | -------------- | -------------- |
| Dhinidhi Desinghu | 200 m vrije slag | 2.06,96 | 23     | niet geplaatst | niet geplaatst | niet geplaatst | niet geplaatst |